# Ролф, Крис
Крис Ролф (англ. Chris Rolfe; 17 января 1983, Кеттеринг, Огайо, США) — американский футболист, нападающий.

## Биография

### Университетский футбол
В 2001—2004 годах Ролф обучался в Дейтонском университете и играл за университетскую футбольную команду «Дейтон Флайерс». В 78 матчах в Национальной ассоциации студенческого спорта забил 31 мяч и отдал 25 результативных передач. В 2004 году был включён во вторую символическую сборную NCAA.
В летние месяцы 2003 и 2004 годов также выступал в Премьер-лиге развития ЮСЛ за команду «Чикаго Файр Премьер».

### Клубная карьера
На Супердрафте MLS 2005 Ролф был выбран в третьем раунде под общим 29-м номером клубом «Чикаго Файр». 28 марта 2005 года клуб подписал с игроком молодёжный контракт. Его профессиональный дебют состоялся 2 апреля 2005 года в матче стартового тура сезона против «Далласа», в котором он вышел на замену во втором тайме вместо Энди Эррона. 9 апреля 2005 года в матче против «Ди Си Юнайтед» забил свой первый гол в профессиональной карьере. По итогам сезона 2005, в 29 матчах которого забил восемь мячей, став лучшим бомбардиром клуба, и отдал пять результативных передач, Ролф номинировался на звание новичка года в MLS, но в финальной тройке претендентов стал вторым, уступив Майклу Паркхёрсту. 3 июня 2006 года в матче против «Реал Солт-Лейк» получил сотрясения мозга, из-за чего выбыл почти на два месяца, вернувшись на поле 22 июля 2006 года в матче против «Ди Си Юнайтед». Помог «Чикаго Файр» выиграть Открытый кубок США 2006. 12 мая 2007 года в матче против «Торонто» получил растяжение связок левой лодыжки, из-за чего пропустил 11 матчей, вернувшись в игру 8 сентября 2007 года в матче против «Коламбус Крю». Забил по голу в обоих матчах полуфинала Восточной конференции против «Ди Си Юнайтед» 25 октября и 1 ноября 2007 года. 23 октября 2008 года в матче заключительного тура сезона против «Нью-Йорк Ред Буллз» оформил хет-трик, за что был назван игроком недели в MLS.
2 сентября 2009 года было объявлено о переходе Ролфа в клуб датской Суперлиги «Ольборг» в предстоящее январское трансферное окно после истечения его контракта с MLS. Американец подписал трёхлетний контракт с клубом из Северной Ютландии. Дебютировал за «Ольборг» 14 марта 2010 года в матче против «Мидтьюлланна», заменив Патрика Кристенсена во втором тайме. 14 апреля 2010 года в матче против «Оденсе» забил свой первый гол за «Ольборг». Пребывание Ролфа в «Ольборге» было скомкано травмами, за три года в клубе он сыграл 35 матчей и забил шесть голов.
16 апреля 2012 года Ролф расторг контракт с «Ольборгом» по обоюдному согласию сторон и на правах свободного агента вернулся в «Чикаго Файр». 19 апреля 2012 года на тренировке получил растяжение связок лодыжки. Впервые появился на поле после возвращения в «Файр» 2 июня 2012 года в матче против «Нью-Инглэнд Революшн», выйдя на замену на 69-й минуте вместо Доминика Одуро. По итогам сезона 2012, в 21 матче которого забил восемь мячей, став лучшим бомбардиром клуба, и отдал три результативных передачи, Ролф был назван в голосовании СМИ самым ценным игроком «Чикаго Файр». 20 июля 2013 года в матче против «Ди Си Юнайтед» сделал дубль, за что был назван игроком недели в MLS. По окончании сезона 2013 «Чикаго Файр» не стал продлевать контракт с Ролфом согласно опции, но 18 декабря 2013 года клуб перезаключил контракт с игроком.
2 апреля 2014 года Ролф был продан в «Ди Си Юнайтед» за распределительные средства. За «Ди Си Юнайтед» впервые сыграл 5 апреля 2014 года в матче против «Нью-Инглэнд Революшн», выйдя на замену во втором тайме, и отметил дебют за свой новый клуб голом. 4 сентября 2014 года на тренировке сломал головку лучевой кости и локтевую кость левой руки, из-за чего пропустил шесть недель. 24 сентября 2015 года Ролф продлил контракт с «Ди Си Юнайтед». По итогам сезона 2015, в 31 матче которого забил 10 мячей, став лучшим бомбардиром клуба, и отдал четыре результативных передачи, Ролф был назван самым ценным игроком «Ди Си Юнайтед». 30 апреля 2016 года в матче против «Чикаго Файр» получил сотрясение мозга от случайного удара по лицу защитника чикагцев Родриго Рамоса, из-за чего выбыл на неопределённый срок. Не сыграв ни одного матча за 18 месяцев, 9 ноября 2017 года Крис Ролф официально объявил о завершении футбольной карьеры.

### Международная карьера
За сборную США Ролф дебютировал 12 ноября 2005 года в товарищеском матче со сборной Шотландии, в котором вышел на замену во втором тайме вместо Джоша Волффа. Значился одним из 12 запасных в состав сборной на чемпионат мира 2006. Всего за сборную США сыграл 10 матчей.

### Постспортивная деятельность
Ролф в 2017 году окончил Дейтонский университет по специальности «финансы».
В 2018 году на добровольных началах ассистировал главному тренеру женской футбольной команды Денверского университета.
11 июля 2019 года Ролф был нанят на должность операционного директора мужской футбольной команды Университета Нотр-Дам.

## Достижения
Командные
 «Чикаго Файр»
- Обладатель Открытого кубка США: 2006

## Статистика выступлений

### Клубная статистика
| Выступление      | Выступление      | Выступление      | Лига | Лига | Кубок | Кубок | Плей-офф | Плей-офф | ЛЧ КОНКАКАФ | ЛЧ КОНКАКАФ | Итого | Итого |
| Клуб             | Лига             | Сезон            | Игры | Голы | Игры  | Голы  | Игры     | Голы     | Игры        | Голы        | Игры  | Голы  |
| ---------------- | ---------------- | ---------------- | ---- | ---- | ----- | ----- | -------- | -------- | ----------- | ----------- | ----- | ----- |
| Чикаго Файр      | MLS              | 2005             | 29   | 8    | 2     | 0     | 3        | 0        | —           | —           | 34    | 8     |
| Чикаго Файр      | MLS              | 2006             | 21   | 7    | 1     | 0     | 2        | 0        | —           | —           | 24    | 7     |
| Чикаго Файр      | MLS              | 2007             | 19   | 6    | 0     | 0     | 3        | 2        | —           | —           | 22    | 8     |
| Чикаго Файр      | MLS              | 2008             | 26   | 9    | 3     | 0     | 3        | 1        | —           | —           | 32    | 10    |
| Чикаго Файр      | MLS              | 2009             | 28   | 6    | 1     | 0     | 3        | 1        | —           | —           | 32    | 7     |
| Ольборг          | Суперлига        | 2009/10          | 7    | 1    | —     | —     | —        | —        | —           | —           | 7     | 1     |
| Ольборг          | Суперлига        | 2010/11          | 7    | 1    | 0     | 0     | —        | —        | —           | —           | 7     | 1     |
| Ольборг          | Суперлига        | 2011/12          | 21   | 4    | 1     | 0     | —        | —        | —           | —           | 22    | 4     |
| Ольборг          | Итого            | Итого            | 35   | 6    | 1     | 0     | —        | —        | —           | —           | 36    | 6     |
| Чикаго Файр      | MLS              | 2012             | 22   | 8    | 0     | 0     | 1        | 0        | —           | —           | 23    | 8     |
| Чикаго Файр      | MLS              | 2013             | 31   | 4    | 4     | 3     | —        | —        | —           | —           | 35    | 7     |
| Чикаго Файр      | MLS              | 2014             | 2    | 0    | —     | —     | —        | —        | —           | —           | 2     | 0     |
| Чикаго Файр      | Итого            | Итого            | 178  | 48   | 11    | 3     | 15       | 4        | —           | —           | 204   | 55    |
| Ди Си Юнайтед    | MLS              | 2014             | 21   | 6    | 1     | 0     | 2        | 0        | 0           | 0           | 24    | 6     |
| Ди Си Юнайтед    | MLS              | 2015             | 31   | 10   | 1     | 0     | 3        | 1        | 2           | 0           | 37    | 11    |
| Ди Си Юнайтед    | MLS              | 2016             | 9    | 0    | 0     | 0     | 0        | 0        | 2           | 0           | 11    | 0     |
| Ди Си Юнайтед    | MLS              | 2017             | 0    | 0    | 0     | 0     | —        | —        | —           | —           | 0     | 0     |
| Ди Си Юнайтед    | Итого            | Итого            | 61   | 16   | 2     | 0     | 5        | 1        | 4           | 0           | 72    | 17    |
| Всего за карьеру | Всего за карьеру | Всего за карьеру | 274  | 70   | 14    | 3     | 20       | 5        | 4           | 0           | 312   | 78    |

Источники: Transfermarkt, Soccerway, Footballdatabase.eu.

### Международная статистика
| Команда | Год   | Игры | Голы |
| ------- | ----- | ---- | ---- |
| США     |       |      |      |
| 2005    | 1     | 0    |      |
| 2006    | 3     | 0    |      |
| 2007    | 2     | 0    |      |
| 2008    | 3     | 0    |      |
| 2009    | 1     | 0    |      |
| Всего   | Всего | 10   | 0    |

| Матчи | Матчи           | Матчи                                                       | Матчи             | Матчи | Матчи | Матчи                             |
| №     | Дата            | Место проведения                                            | Соперник          | Счёт  | Голы  | Соревнование                      |
| ----- | --------------- | ----------------------------------------------------------- | ----------------- | ----- | ----- | --------------------------------- |
| 1     | 12 ноября 2005  | «Хэмпден Парк», Глазго, Шотландия                           | Шотландия         | 1:1   | —     | Товарищеский матч                 |
| 2     | 22 января 2006  | «Тореро Стэдиум», Сан-Диего, США                            | Канада            | 0:0   | —     | Товарищеский матч                 |
| 3     | 10 февраля 2006 | «Эй-ти-энд-ти Парк», Сан-Франциско, США                     | Япония            | 3:2   | —     | Товарищеский матч                 |
| 4     | 19 февраля 2006 | «Тойота Стэдиум», Фриско, США                               | Гватемала         | 4:0   | —     | Товарищеский матч                 |
| 5     | 20 января 2007  | «Хоум Дипо Сентер», Карсон, США                             | Дания             | 3:1   | —     | Товарищеский матч                 |
| 6     | 7 февраля 2007  | «Юниверсити оф Финикс Стэдиум», Глендейл, США               | Мексика           | 2:0   | —     | Товарищеский матч                 |
| 7     | 19 января 2008  | «Хоум Дипо Сентер», Карсон, США                             | Швеция            | 2:0   | —     | Товарищеский матч                 |
| 8     | 22 июня 2008    | «Кенсингтон Овал», Бриджтаун, Барбадос                      | Барбадос          | 1:0   | —     | Квалификация чемпионата мира 2010 |
| 9     | 15 октября 2008 | «Хейсли Кроуфорд Стэдиум», Порт-оф-Спейн, Тринидад и Тобаго | Тринидад и Тобаго | 1:2   | —     | Квалификация чемпионата мира 2010 |
| 10    | 24 января 2009  | «Хоум Дипо Сентер», Карсон, США                             | Швеция            | 3:2   | —     | Товарищеский матч                 |

Источник: National Football Teams.